# Olympische Sommerspiele 1980/Teilnehmer (Brasilien)
| Gelbes Symbol für Goldmedaillen mit stilisierten Olympischen Ringen | Graues Symbol für Silbermedaillen mit stilisierten Olympischen Ringen | Braundes Symbol für Bronzemedaillen mit stilisierten Olympischen Ringen |
| ------------------------------------------------------------------- | --------------------------------------------------------------------- | ----------------------------------------------------------------------- |
| 2                                                                   | —                                                                     | 2                                                                       |

Brasilien nahm an den Olympischen Sommerspielen 1980 in Moskau mit einer Delegation von 106 Athleten (91 Männer und 15 Frauen) an 72 Wettkämpfen in 14 Sportarten teil. 
Die brasilianischen Sportler gewannen je zwei Gold- und zwei Bronzemedaillen. Olympiasieger wurden die Segler Lars Sigurd Björkström und Alexandre Welter im Tornado sowie Marcos Soares und Eduardo Penido in der 470er-Jolle. Fahnenträger bei der Eröffnungsfeier war wie schon 1976 der Leichtathlet João Carlos de Oliveira, der im Dreisprung Bronze gewann. Die zweite Bronzemedaille sicherte sich die 4-mal-200-Meter-Freistil-Staffel der Schwimmer, die aus Cyro Delgado, Jorge Fernandes, Djan Madruga und Marcus Mattioli bestand.

## Teilnehmer nach Sportarten

### Basketball
- 5. Platz
André Ernesto Stoffel
José Carlos Saiani
Milton Setrini
Wagner da Silva
Marquinhos
Gilson Trinidade de Jesus
Marcel de Souza
Adilson Nascimento
Marcelo Vido
Oscar Schmidt
Ricardo Cardoso Guimarães

### Bogenschießen
Männer
- Emilio Dutra e Mello
Einzel: 27. Platz

Frauen
- Zélia Arci
Einzel: 26. Platz

### Boxen
- Sidnei dal Rovere
Federgewicht: im Viertelfinale ausgeschieden

- Jaime Sodré
Halbweltergewicht: in der 1. Runde ausgeschieden

- Francisco de Jesus
Halbmittelgewicht: im Viertelfinale ausgeschieden

- Carlos Fonseca
Mittelgewicht: im Achtelfinale ausgeschieden

### Gewichtheben
- Durval de Moraes
Fliegengewicht: 16. Platz

- Paulo de Sene
Federgewicht: Wettkampf nicht beendet

### Judo
- Luiz Shinohara
Superleichtgewicht: im Achtelfinale ausgeschieden

- Luiz Onmura
Halbleichtgewicht: im Achtelfinale ausgeschieden

- Anelson Vieira
Leichtgewicht: in der 1. Runde ausgeschieden

- Carlos Alberto Cunha
Halbmittelgewicht: im Viertelfinale ausgeschieden

- Walter Carmona
Mittelgewicht: 5. Platz
Offene Klasse: im Achtelfinale ausgeschieden

- Luiz Moura
Halbschwergewicht: im Achtelfinale ausgeschieden

- Osvaldo Simões Filho
Schwergewicht: im Achtelfinale ausgeschieden

### Leichtathletik
Männer
- Nelson dos Santos
100 m: im Viertelfinale ausgeschieden
4-mal-100-Meter-Staffel: 8. Platz

- Katsuhiko Nakaya
100 m: im Viertelfinale ausgeschieden
4-mal-100-Meter-Staffel: 8. Platz

- Milton de Castro
100 m: im Vorlauf ausgeschieden
4-mal-100-Meter-Staffel: 8. Platz

- Paulo Roberto Correia
200 m: im Viertelfinale ausgeschieden
4-mal-400-Meter-Staffel: 5. Platz

- Altevir de Araújo Filho
200 m: im Viertelfinale ausgeschieden
4-mal-100-Meter-Staffel: 8. Platz

- Geraldo José Pegado
400 m: im Vorlauf ausgeschieden
4-mal-400-Meter-Staffel: 5. Platz

- Agberto Guimarães
800 m: 4. Platz
4-mal-400-Meter-Staffel: 5. Platz

- Antônio Ferreira
400 m Hürden: im Halbfinale ausgeschieden
4-mal-400-Meter-Staffel: 5. Platz

- Cláudio Freire
Hochsprung: 29. Platz

- João Carlos de Oliveira
Weitsprung: 12. Platz
Dreisprung: Bronze

Frauen
- Conceição Geremias
Fünfkampf: 14. Platz

### Radsport
- Gilson Alvaristo
Straßenrennen: Rennen nicht beendet

- José Carlos de Lima
Straßenrennen: Rennen nicht beendet
Bahn 4000 m Mannschaftsverfolgung: 11. Platz

- Fernando Louro
Straßenrennen: Rennen nicht beendet
Bahn 4000 m Mannschaftsverfolgung: 11. Platz

- Davis Pereira
Straßenrennen: Rennen nicht beendet

- Hans Fischer
Bahn 1000 m Zeitfahren: 15. Platz
Bahn 4000 m Mannschaftsverfolgung: 11. Platz

- Antônio Silvestre
Bahn 4000 m Einzelverfolgung: 13. Platz
Bahn 4000 m Mannschaftsverfolgung: 11. Platz

### Rudern
- Paulo César Dworakowski
Einer: 12. Platz

- José Cláudio Lazzarotto
Doppel-Vierer: 11. Platz

- Ronaldo de Carvalho
Doppel-Vierer: 11. Platz

- Ricardo de Carvalho
Doppel-Vierer: 11. Platz

- Waldemar Trombetta
Doppel-Vierer: 11. Platz

- Laildo Machado
Vierer mit Steuermann: 8. Platz

- Wandir Kuntze
Vierer mit Steuermann: 8. Platz

- Walter Soares
Vierer mit Steuermann: 8. Platz

- Henrique Johann
Vierer mit Steuermann: 8. Platz

- Manuel Mandel
Vierer mit Steuermann: 8. Platz

### Schießen
- Fernando Gomes
Schnellfeuerpistole 25 m: 19. Platz

- Sylvio Carvalho
Freie Pistole 50 m: 9. Platz

- Durval Guimarães
Kleinkalibergewehr liegend 50 m: 25. Platz

- Waldemar Capucci
Kleinkalibergewehr liegend 50 m: 32. Platz

- Marcos José Olsen
Trap: 18. Platz

### Schwimmen
Männer
- Jorge Luiz Leite
100 m Freistil: im Halbfinale ausgeschieden
200 m Freistil: im Vorlauf ausgeschieden
4-mal-200-Meter-Freistil-Staffel: Bronze 
4-mal-100-Meter-Lagen-Staffel: 8. Platz

- Cyro Delgado
100 m Freistil: im Vorlauf ausgeschieden
200 m Freistil: im Vorlauf ausgeschieden
4-mal-200-Meter-Freistil-Staffel: Bronze 
4-mal-100-Meter-Lagen-Staffel: 8. Platz

- Marcus Mattioli
200 m Freistil: im Vorlauf ausgeschieden
100 m Schmetterling: im Vorlauf ausgeschieden
200 m Schmetterling: im Vorlauf ausgeschieden
4-mal-200-Meter-Freistil-Staffel: Bronze

- Djan Madruga
400 m Freistil: 4. Platz
1500 m Freistil: im Vorlauf ausgeschieden
400 m Lagen: 5. Platz
4-mal-200-Meter-Freistil-Staffel: Bronze

- Marcelo Jucá
400 m Freistil: im Vorlauf ausgeschieden
1500 m Freistil: im Vorlauf ausgeschieden

- Rômulo Arantes Filho
100 m Rücken: im Halbfinale ausgeschieden
4-mal-100-Meter-Lagen-Staffel: 8. Platz

- Ricardo Prado
100 m Rücken: im Vorlauf ausgeschieden
400 m Lagen: im Vorlauf ausgeschieden

- Sérgio Ribeiro
100 m Brust: im Vorlauf ausgeschieden
4-mal-100-Meter-Lagen-Staffel: 8. Platz

- Cláudio Kestener
100 m Schmetterling: im Vorlauf ausgeschieden
200 m Schmetterling: im Vorlauf ausgeschieden
4-mal-100-Meter-Lagen-Staffel: 8. Platz

### Segeln
- Claudio Biekarck
Finn-Dinghy: 4. Platz

- Marcos Soares
470er-Jolle: Gold

- Eduardo Penido
470er-Jolle: Gold

- Reinaldo Conrad
Flying Dutchman: 8. Platz

- Manfred Kaufmann
Flying Dutchman: 8. Platz

- Alexandre Welter
Tornado: Gold

- Lars Sigurd Björkström
Tornado: Gold

- Eduardo de Souza
Star: 9. Platz

- Peter Erzberger
Star: 9. Platz

- Gastão Brun
Soling: 6. Platz

- Vicente Brun
Soling: 6. Platz

- Roberto Souza
Soling: 6. Platz

### Turnen
Männer
- João Luiz Ribeiro
Einzelmehrkampf: 64. Platz
Boden: 53. Platz
Pferdsprung: 56. Platz
Barren: 63. Platz
Reck: 61. Platz
Ringe: 63. Platz
Seitpferd: 63. Platz

Frauen
- Cláudia Costa
Einzelmehrkampf: 31. Platz
Boden: 56. Platz
Pferdsprung: 47. Platz
Stufenbarren: 59. Platz
Schwebebalken: 60. Platz

### Volleyball
Männer
- 5. Platz
João Graneiro
Mario Xandó Oliveira Neto
Antonio Gueiros Badalhoca
José Montanaro
Antônio Carlos Moreno
Renan Dal Zotto
William Carvalho da Silva
Amauri Ribeiro
Bernardo Rezende
Jean Luc Rosat
Deraldo Wanderley
Bernard Rajzman

Frauen
- 7. Platz
Denise Mattioli
Ivonete das Neves
Lenice Oliveira
Regina Vilela
Fernanda Silva
Ana Paula Mello
Isabel Salgado
Eliana Aleixo
Dora Castanheira
Jackie Silva
Vera Mossa
Rita Teixeira

### Wasserspringen
Männer
- Milton Braga
3 m Kunstspringen: 22. Platz
10 m Turmspringen: 20. Platz